# Szent Anna
Szent Anna  a keresztény apokrif és az iszlám hagyományok szerint Szűz Mária anyja és Jézus anyai nagyanyja volt.
Nem szerepel a kanonikus evangéliumokban; az Újszövetség semmit nem mond Szűz Mária szüleiről. A 2. századi apokrif irat, név szerint először Jakab evangéliuma említi. E szerint Mária édesanyját Annának (jelentése: kegyelemmel áldott), apját pedig Joachimnak (Isten megvigasztal) hívták.

## Élete
A legenda elbeszélése szerint Szent Anna szüleit Stolanusnak és Emerenciának hívták, akik Betlehemben éltek. Anna a Názáretben élő Joachimnak lett a felesége, s mindketten Júda nemzetségéből és Dávid házából származtak. Húsz évig éltek már együtt, de nem volt gyermekük. A vagyonukat három részre osztották: egy részt maguknak tartottak meg, a másik részt a templomnak és a papoknak adták, a harmadik részt pedig szétosztották a szegények között. Anna, aki keservesen bánkódott gyermektelenségük miatt, megfogadta, hogy ha gyermeke születik, azt a templom szolgálatára szenteli.
Gyermektelenségük fájdalmát tovább fokozta egy eset: a templomszentelés ünnepére fölmentek Jeruzsálembe, és Joachim áldozati ajándékot akart felajánlani, de egy Iszakár nevű pap visszautasította az ajándékot azzal a megokolással, hogy bűnös kézből nem fogadja el. Joachim házasságának terméketlenségét ugyanis bűnössége nyilvánvaló jelének látta.
Joachimot ez a megszégyenítés olyan érzékenyen érintette, hogy hazatérve elhatározta: nem marad többé a városban, hanem elbujdosik az erdőkbe és a mezőre a pásztorok közé. És így is tett. Nem sokkal később azonban megjelent neki Isten angyala és megvigasztalta. Megígérte neki, hogy imádságaiért és alamizsnáiért Anna gyermeket szül, mégpedig egy leányt, akit majd Máriának kell nevezniük. Az angyal azt is megmondta, hogy a gyermek fogantatásától fogva telve lesz Szentlélekkel. Szava igazsága mellé jelül azt adta, hogy Joachim menjen föl Jeruzsálembe hálát adni Istennek, és a templomban, az Aranykapunál találkozni fog a feleségével, akit ugyanígy angyali jelenés indít arra, hogy a templomba menjen. Úgy is történt. Joachim és Anna az Aranykapunál találkoztak, boldogan elmondták egymásnak a látomásukat, majd hálát adván Istennek, visszatértek otthonukba, Názáretbe.
Anna az ígéret szerint fogant és megszülte a kislányt, akit Máriának neveztek el. A két jámbor szülő betartotta fogadalmát, és Máriát hároméves korában a templomnak ajánlották föl. Joachim ezután hamarosan meghalt. Anna másodszor is férjhez ment egy Kleofás nevű férfihoz, kitől ismét lánya született, és azt is Máriának nevezték. Kleofás halála után Anna harmadszor is férjhez ment egy Salamon nevű férfihoz, akitől újra leánygyermeket szült, és e harmadik lányt is Máriának nevezték el.
A legenda azt is tudja, hogy Anna még élt, amikor a Szent család Nagy Heródes halála után visszatért Egyiptomból, és megláthatta a kicsi Jézust. Lelkét angyalok vitték Ábrahám kebelére, és amikor az Úr Jézus fölment a mennybe, őt is a mennyországba vitték.

### Leszármazottai
A legenda – az apokrif szerzőktől vett értesülések alapján – így részletezi Jézus rokonságát: az a Mária, aki Anna második házasságából született, később Alfeus felesége lett, és négy fiút szült: a fiatalabb Jakabot, Júdás Tádét és a Zelóta Simont, akik Jézus apostolai lettek, valamint a Justusnak nevezett Józsefet, aki Jézus tanítványa volt. A harmadik Mária, akit atyja után Szalóménak is hívtak, Zebedeus felesége, Jakab és János apostol anyja lett.
Ezek az adatok természetesen nem fedik a történeti valóságot, de jelzik azt a hívő és szeretettel teljes gondoskodást, ahogy a hagyomány próbálta értelmezni az evangéliumokban is előforduló „Úr rokonai” kifejezést.

## Tisztelete

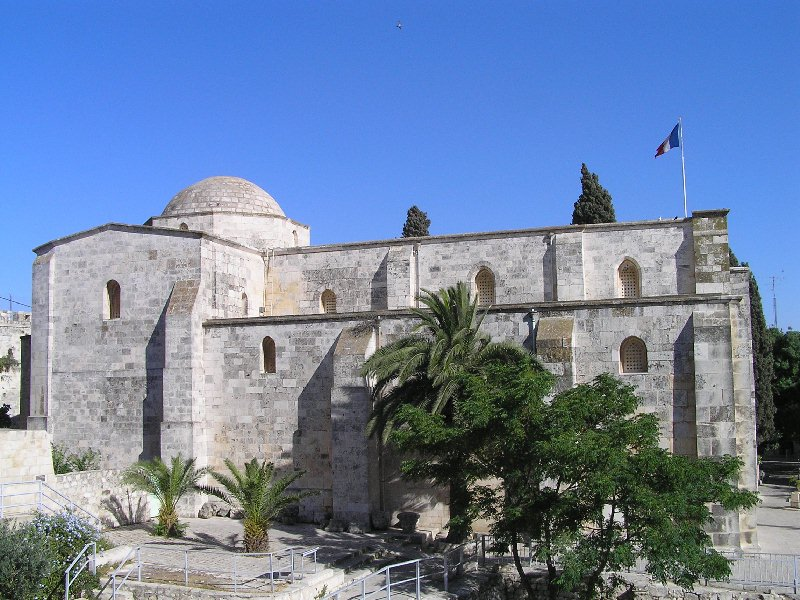
A Szent Anna-bazilika Jeruzsálemben

### Keleten
A 6. században elkezdtek templomokat építeni a tiszteletére. Prokopiosz szerint neki szentelt templom állt Konstantinápolyban is.
Ugyanebben az időben a tiszteletére templomot építettek Jeruzsálemben is, amely várost a szülőhelyeként tiszteltek.

### Európában
A késő középkorban, miután kultusza Európára is átterjedt, számos templomot és kápolnát szenteltek neki. 
A kultusza és tisztelete a 12. század vége előtt viszont kevés figyelmet kapott a nyugati, római egyházban.
A domonkos pap, Jacobus de Voragine 1298-ban nyomtatta ki Anna történetét Arany Legendájában, miután a keresztesek elhozták a történetet Keletről Európába. Mivel a Mária-kultusz gyorsan növekedett Európában, nagyrészt Clairvaux-i Bernárd szolgálatának eredményeként, ami befogadó légkört teremtett Szent Anna tiszteletére is. A ferencesek, domonkosok, ágostonosok és karmeliták is támogatták Szent Anna tiszteletét.
A késő középkorban rendkívül népszerűvé vált és olyan teológusokra hatott, mint Jean Gerson, Konrad Wimpina és Johannes Eck.
A tiszteletét Luther és más reformátorok támadták. A reformátorok támadásaira válaszul a reformáció utáni pápák tovább támogatták a Szent Anna iránti áhítatot.

### Magyarországon

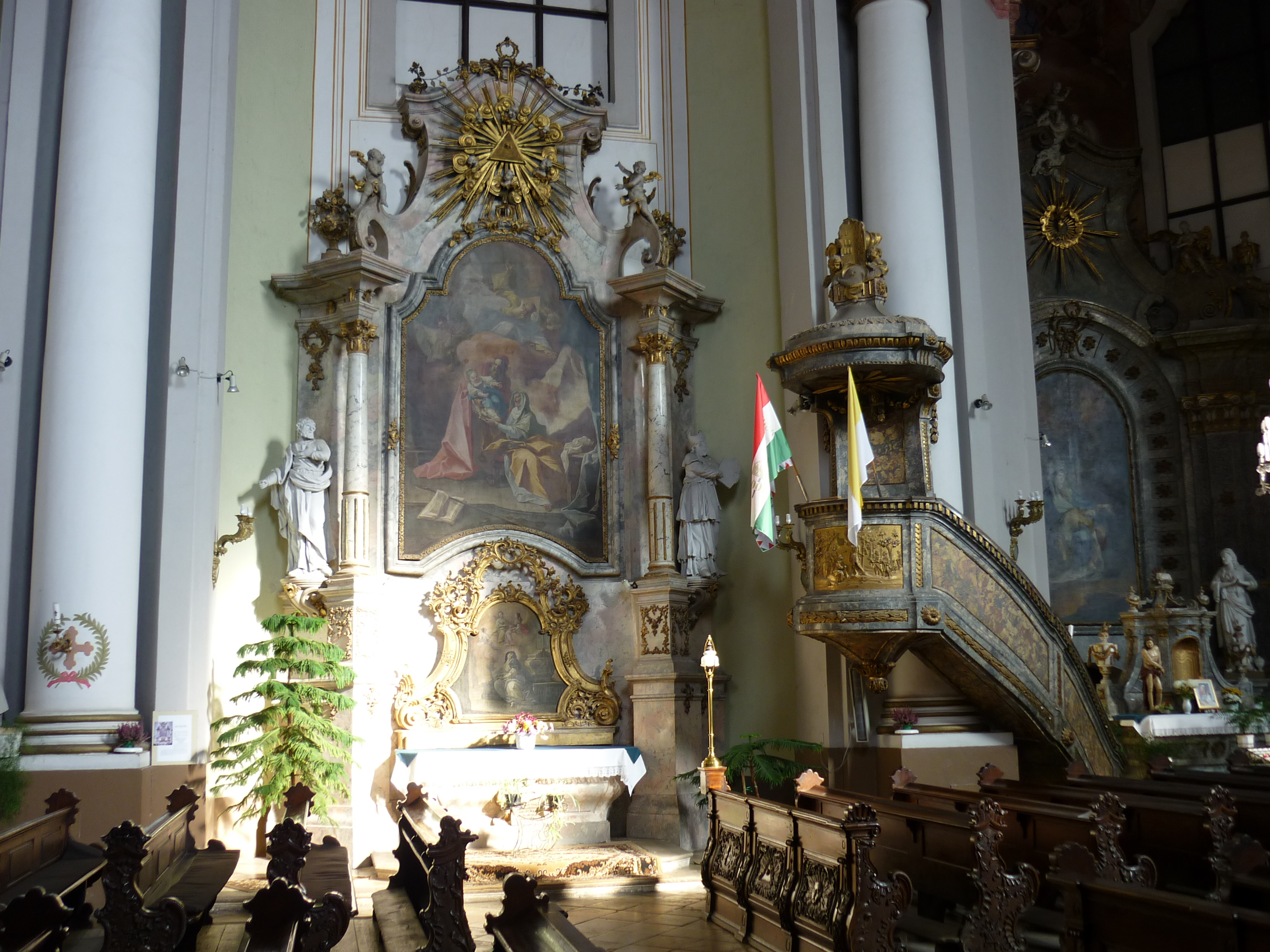
Szent Anna oltára Egerben, a minorita templomban

Illyés András újkori püspöknél olvasható Szent Anna legendája végén:
,,Amiképpen a víz annyival tisztább, amennyivel a szép forráshoz közelebb meríttetik, úgy Szent Anna annyival nagyobb tisztasággal részesült a jóságos cselekedetekben, amennyivel közelebb volt a minden jóságos cselekedeteknek kútfejéhez, a Jézus Krisztushoz.
Ily kedves lévén azért Szent Anna asszony az Isten előtt, kérjük őt, legyen szószólónk ő Szent Fölségénél, és minékünk nyerjen végig megmaradó szent malasztot, hogy holtunk után mindörökké örvendezvén, dicsérhessük az Úristent a mennyei boldogságban.
Istenünk, ki Szent Joachimot és Szent Anna asszonyt arra választottad, hogy tőlük szülessék Egyszülött Fiad édesanyja, az ő közbenjárásukra kérünk, add meg, hogy elnyerhessük az üdvösséget, melyet minden nép számára ígértél."
Magyarországon Heves vármegyében, a váci egyházmegyéhez tartozó Lőrinciben van búcsújáró helye. Imádság Szent Annához a lőrinci búcsújáró hely honlapjáról:
„Szent Anna! Máriának

Szülője, gyámola,

Feléd száll az anyáknak

Kérése, óhaja.

A kit követniök kell,

Te vagy a példakép,
Óh áldd meg gyermekökkel

Az anyák seregét.
Kérj mennyben szent kegyelmet,

- Ha kéred megleszen -,

Hogy éljen minden gyermek

Szentül, erényesen.
Lőrinczi dicsőséges Szent Anna,

könyörögj érettünk most és halálunk

óráján! Amen.”
Hasonlóképpen búcsújáró hely a szanyi Szent Anna-kápolna is.